# Anna McGarrigle
Anna McGarrigle (née à Montréal le 4 décembre 1944) est une auteur-compositeur-interprète québécoise de musique folk.
Avec sa sœur Kate McGarrigle, elle a publié une dizaine d'albums chantés en français et en anglais, et collaboré avec nombre d'artistes comme Emmylou Harris, Nick Cave, Philippe Tatartcheff... Sa chanson Heart like a wheel a été reprise de nombreuses fois, notamment par la chanteuse Linda Ronstadt et le groupe The Corrs. Elle est également la mère de la chanteuse Lily Lanken.
En 2023, Anna Wainwright apparait sur l'album Folkocracy de son neveu Rufus Wainwright.
Son autre sœur se prénomme Jane.

## Prix et distinctions
2017 - Compagne de l'Ordre des arts et des lettres du Québec